# Luoyang-Museum
Das Luoyang-Museum (chinesisch 洛陽博物館 / 洛阳博物馆, Pinyin Luòyáng Bówùguǎn) ist das größte Museum in Luoyang, einer bezirksfreien Stadt in der chinesischen Provinz Henan, und stellt eine der bedeutendsten Sammlungen über die Tang-Dynastie aus. Gegründet wurde das Museum im Jahre 1958 in der Vorstadt, 1973 wurde es in ein neues Ausstellungsgebäude  in der Innenstadt verlegt. Das im Jahre 2009 fertiggestellte dritte Gebäude des Museums gilt als Wahrzeichen der Stadt und bietet insgesamt 620.000 m² Ausstellungsfläche.

## Ausstellung

### Dauerausstellung
- Galerie für die Zivilisation zwischen dem Gelben Fluss und dem Luo-Fluss
- Schatzkammer
- Galerie für kaiserliche Kulturgüter
- Galerie für Tangsancai
- Galerie für Tonplastik
- Galerie für chinesische Kalligrafie und Malerei
- Galerie für Steinbildhauerei

### Sonderausstellung
- Luoyang aus der Tang-Dynastie